# Imre Nagy (femkampare)
Imre Nagy, född 21 februari 1933 i Monor, död 20 oktober 2013 i Törökbálint, var en ungersk femkampare.
Nagy blev olympisk guldmedaljör i modern femkamp vid sommarspelen 1960 i Rom.